# Carpodacus thura
El camachuelo de Thura (Carpodacus thura) es una especie de ave paseriforme de la familia Fringillidae propia del Himalaya y las montañas aledañas.

## Taxonomía
La especie fue descrita científicamente en 1850 por Charles Lucien Bonaparte y Hermann Schlegel. Anteriormente se consideraba conespecífico del camachuelo cejiblanco chino (Carpodacus dubius), pero los estudios genéticos indicaron que eran especies separadas. Se reconocen dos subespecies de camachuelo de Thura:
- C. t. blythi (Biddulph, 1882) - se extiende desde el noreste de Afganistán hasta el Himalaya occidental;
- C. t. thura Bonaparte y Schlegel, 1850 - ocupa el Himalaya central hasta Bután.

## Distribución y hábitat
Se encuentra en las montañas desde el noreste de Afganistán hasta Bután, extendiéndose por el Himalaya de Pakistán, el norte de la India, Nepal y Bután. Su hábitat natural son los bosques de montaña y zonas de matorral montano.